# Obrów
Obrów – wieś sołecka w Polsce położona w województwie łódzkim, w powiecie pajęczańskim, w gminie Kiełczygłów.

## Historia
Obrów wieś królewska. Osada istniała przed 1662, w roku tym ze starostwa wieluńskiego zostało wydzielone starostwo sokolnickie, w którego skład weszły wsie: Sokolniki, Wierzbie, Pątnów, Krzywarzeka, Mokrsko, Wróblów, Osiek, Czastary, Pichlin, Łęka, Przywory, Kiełczygłów, Kaszyna, Obrów i Glina. W Obrowie było wówczas 7 zagród włościańskich. Wieś położona była w parafii Rząśnia w powiecie radomskim, w województwie sieradzkim. Tenutariuszem wsi w 1661 była księżna Anna Eufemia Radziwiłłówna, wdowa po Stanisławie Denhoffie a od 1663 Stanisław Potocki, wojewoda krakowski, hetman wielki koronny.

W latach osiemdziesiątych XVII wieku Obrów wszedł w skład niegrodowego starostwa kiełczygłowskiego. Według lustracji dóbr królewskich z 1789 gospodarstwa włościańskie w Obrowie prowadzili: 

Jakub Jedurny, Roch Jedurny, Mateusz Sędrak, Józef Sędrak, Joachim Zbikowski, Antoni Jedynak, Wojciech Jedynak, Jakub Kołodzi, Jakub Jedurny, Jakub Pawlak, Franciszek Pawlak, Paweł Kołodzi, Mikołaj Beska, Kacper Ławnik, Piotr Ławnik, Kacper Słomian, Paweł Słomian, Wawrzeniec Ławniczek, Paweł Ławniczek, Wojciech Konieczka, Mikołaj Konieczka, Sobestyjan Konieczka, Roch Mizerka, Kacper Kubera, Wawrzeniec Kubera, Błaży Kieruzel, Antoni  Kieruzel, Tomasz Cichanski, Łukasz Kołodziejczyk, Wojciech Słumian, Benedykt Słomian, Jan Pierzyna, Błazy Pierzyna, Łukasz Mularz – komornik, Kazimierz Szewczyk

.
Przy wsi istniało wybraniectwo, lustracja królewszczyzn z 1661 nic o wybrańcu z Obrowa nie wspomina. Po likwidacji piechoty wybranieckiej w 1726, łan wybraniecki w Obrowie był opustoszały.
W 1789 tenutariuszem Obrowa był Kazimierz Myszkowski starosta kiełczygłowski, podczaszy ostrzeszowski. Myszkowski dzierżawił również łan wybraniecki w Kiełczygłowie, zaś łan wybraniecki w Obrowie posiadał Michał Wiśniewski, na podstawie przywileju od króla Stanisława Augusta wystawionego 21 grudnia 1767 w Warszawie. Po śmierci Michała w 1800 wybraniectwo zwane wówczas sołectwem dzierżył jego syn Wojciech Wiśniewski.

W 1827 Obrów była osadą rządową w ekonomii pajęckiej, było w niej 40 zagród i 280 mieszkańców. Od 1859 weszła w skład dóbr rządowych Kiełczygłów. Wieś administracyjnie należała do gminy Kiełczygłów w powiecie radomskim w obwodzie piotrkowskim, w województwie kaliskim, od roku 1867 do powiatu wieluńskiego w guberni kaliskiej.
W 1885 w południowej części wsi niedaleko drogi do Dryganku wybudowano wiatrak, który oprócz żaren do mielenia mąki wyposażony był w jagielnik. Wiatrak działał do roku 1958.
Po odzyskaniu niepodległości w 1918 Obrów znalazł się w nowo utworzonym województwie łódzkim, podlegał pod sąd pokoju w Osjakowie i sąd okręgowy w Kaliszu.
W latach 1975–1998 miejscowość administracyjnie należała do województwa sieradzkiego.

## Organizacje społeczne

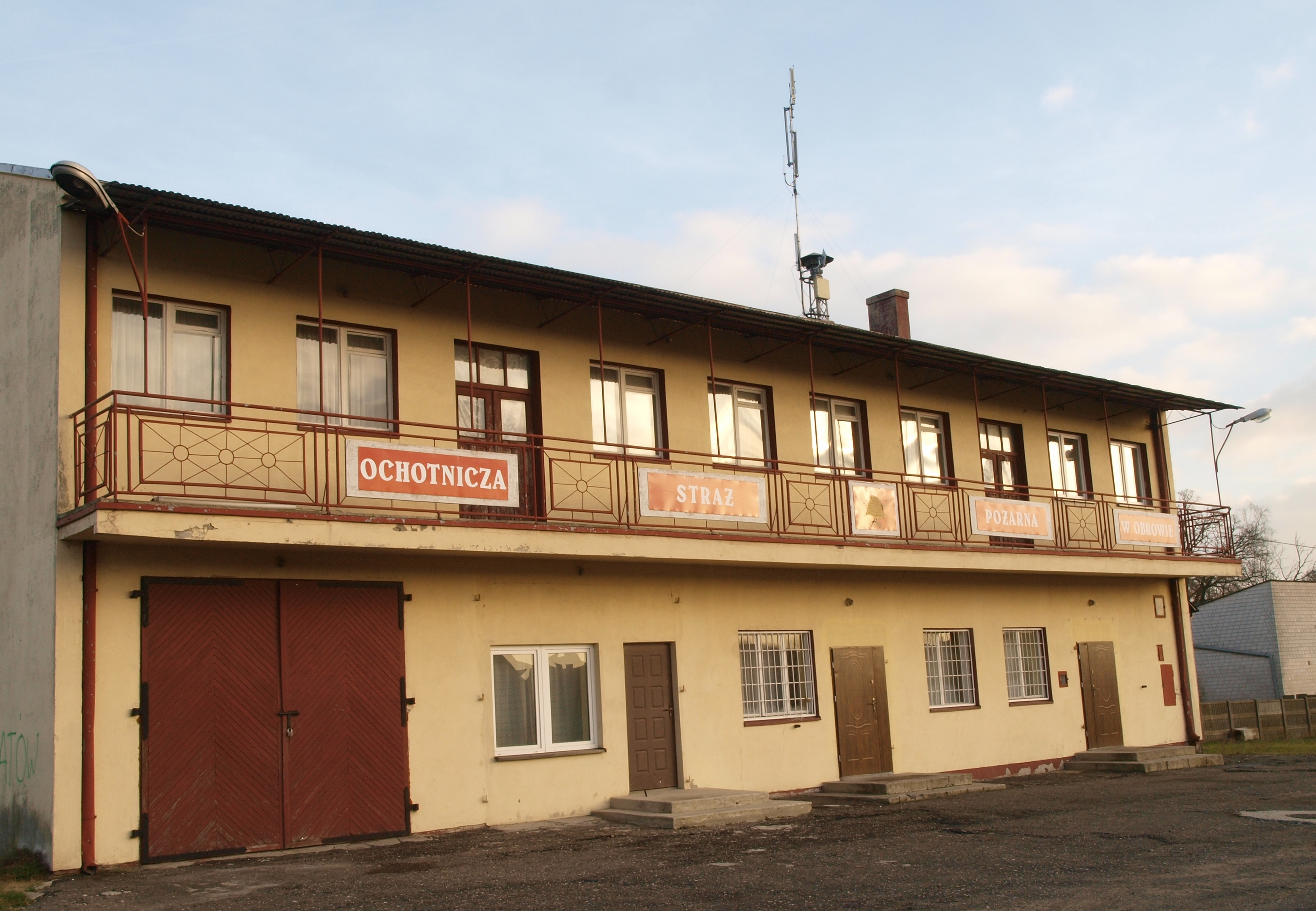
Obrów-remiza OSP

W 1949 powstała w Obrowie Ochotnicza Straż Pożarna. Jednostka zrzesza 47 strażaków (w tym 12 kobiet). Prezesem jest Jerzy Szczepanik a naczelnikiem Krzysztof Kopacki.

We wsi istnieje również Koło Gospodyń Wiejskich, którego pierwszą przewodniczącą była Leokadia Kałużna. Obecnie do KGW Obrów należy 35 kobiet. Skład zarządu koła:
- przewodnicząca-Wiesława Pawełoszek
- z-ca przewodniczącej-Teresa Kopacka
- skarbnik-Alfreda Olczak
- sekretarz-Krystyna Szczepanik[10]

KGW oprócz organizowania różnego rodzaju kursów aktywnie uczestniczy w życiu kulturalno-społecznym wsi, gminy, powiatu i województwa.

W 2003 podczas finału ogólnopolskiego konkursu Nasze Kulinarne Dziedzictwo, który odbył się w Bratoszewicach, polewka chrzanowa przygotowana przez panie z KGW Obrów została uznana najlepszą potrawą i zajęła I-miejsce.

Podczas Dni Otwartych Drzwi (2004) w Kościerzynie obrowska zupa chrzanowa zajęła drugie miejsce w konkursie Nasz produkt na europejski stół. Smakiem tej potrawy degustowali się też słuchacze seminarium Dziedzictwo kulturowe jako element produktu turystycznego na obszarach wiejskich.
W 2007 na Jarmarku Wojewódzkim w Łodzi zupa cieszyła się olbrzymim zainteresowaniem, uczestnicy jarmarku spożyli 50 litrów tej potrawy.

3 marca 2008 obrowska zupa chrzanowa została wpisana na listę produktów tradycyjnych Ministerstwa Rolnictwa i Rozwoju Wsi.